# Ambulyx amboynensis
Ambulyx amboynensis là một loài bướm đêm thuộc họ Sphingidae. Nó được miêu tả bởi Eitschberger, Bergmann, và Hauenstein, năm 2006, và được tìm thấy ở Ambon ở Indonesia.